# アミン

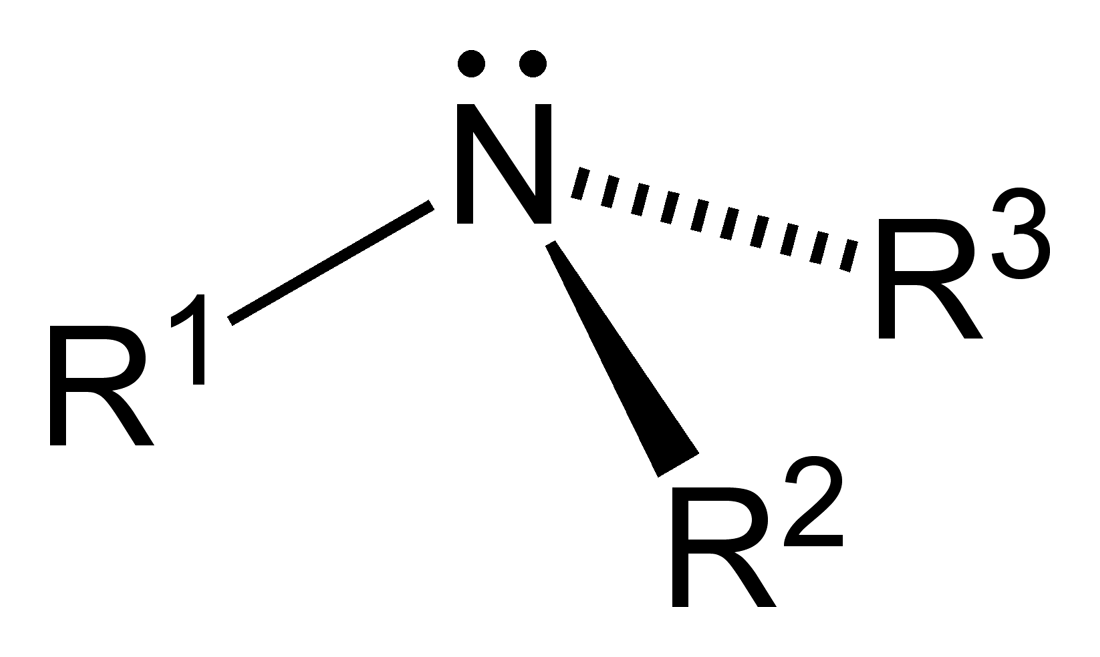
アミンの一般構造式

アミン（英: amine）とは、アンモニアの水素原子を炭化水素基または芳香族原子団で置換した化合物の総称である。
置換した数が1つであれば第一級アミン、2つであれば第二級アミン、3つであれば第三級アミンという。また、アルキル基が第三級アミンに結合して第四級アンモニウムカチオンとなる。一方、アンモニアもアミンに属する。
塩基、配位子として広く利用される。
| 第一級アミン  | 第二級アミン    | 第三級アミン   |
| ------------- | --------------- | -------------- |
| primary amine | secondary amine | tertiary amine |

## アミノ基
アンモニア、第一級アミン又は第二級アミンから水素を除去した1価の官能基(-NH2,-NHR,-NRR')をアミノ基と呼ぶ。芳香環上に置換すると電子供与基としての性質を示す。

## 物性
アミンは塩基性を有し、プロトン（水素陽イオン）が配位結合する。これは、窒素原子が非共有電子対を持つためである。アミンの塩基性の強さは窒素原子に結合しているアルキル基と密接な関係がある。炭素数が同じ場合、第二級アミンは第一級アミンより塩基性が強い。これは、アルキル基が持つ電子供与性によって窒素原子が負に分極することに拠る。しかし、第三級アミンは第二級アミンよりも塩基性が小さい。これは、アルキル基が3つ存在することで立体障害をもたらすためである。また、一般に芳香環に直結したアミンは塩基性が低い。これは芳香族炭化水素のもたらす非局在化による。
一般的なアミンの窒素原子はピラミッド型の構造をとる。このため3つ違う置換基のついたアミンは一見光学活性となりそうに見えるが、実際には窒素が反転を起こしやすいため、特殊な場合を除いてキラリティを持たない。しかし、1991年に初めて合成されたトリイソプロピルアミンはイソプロピル基のかさ高さのために平面構造をとることが判明している。
自然界のアミン類は微生物による発酵・腐敗生成物中に普通に存在し、醸造酒中にも存在する。ヒスタミン、チラミン、フェネチルアミンなどいくつかの物質は、アレルギー様症状、高血圧、偏頭痛の生理作用を引き起こす事が知られている。

## 命名法
他にカルボン酸やアルコールがある場合はそちらを優先し、アミノ基を置換基とする。

### 単純な形のアミン
窒素原子に結合したアルキル基にアミンを続けて表記する。
- CH3NH2 – メチルアミン
- (CH3)2NH – ジメチルアミン
- (CH3)3N – トリメチルアミン

### IUPAC命名法
以下に示すような方法がある。主鎖のとり方などの詳細についてはIUPAC命名法を参照。
1. 母体化合物 NH3 をアザンとし、これを置換基名に付加する（この方法はあまり用いられていない）。
2. 化合物の名称に対し、主基として接尾語「–アミン」を付加する（接合命名法）。
3. 基の名称に対し、接尾語「–アミン」を付加する（基官能命名法）。
4. 接頭語「アミノ–」を用いる（置換命名法）。
5. 窒素を含むように主鎖をとり、その主鎖の中でメチレン (-CH2-) 基が窒素に置き換わった位置を「n–アザ–」の形で示す（代置命名法）。長鎖ポリアミンなどで利用される。

- CH3NH2
  1. メチルアザン
  2. メタンアミン
  3. メチルアミン
  4. アミノメタン
  5. アザエタン
- (CH3)2CHN(CH3)2
  1. ジメチル（プロパン-2-イル）アザン
  2. N,N-ジメチルプロパン-2-アミン
  3. ジメチル（プロパン-2-イル）アミン
  4. 2-（ジメチルアミノ）プロパン
  5. 2,3-ジメチル-2-アザブタン

また、許容慣用名が認められている化合物がいくつかある。
- C6H5NH2 – アニリン
- CH3C6H4NH2 （パラ置換） – トルイジン
- H2N-C6H4-C6H4-NH2 （いずれもパラ置換） – ベンジジン

### CA命名法
IUPAC命名法の 2 を用いる。ただし位置番号は置換基の前に付ける。
- (CH3)2CHN(CH3)2 – N,N-ジメチル-2-プロパンアミン

## 合成法

### 置換反応
アミンはハロゲン化アルキルやスルホン酸アルキルエステルなどに対し、アンモニアやアミンなどが求核剤としてはたらく置換反応により合成される。ただし、立体障害の小さい基質の反応などでは、生成したアミンがさらに求核剤としてはたらき、二級、三級のアミン、さらに四級のアンモニウムとなる副反応が起こってしまう。このことは、特に一級アミンを合成したい場合に問題となる。その解決法として、フタルイミドカリウムとハロゲン化アルキルを反応させて N-アルキルフタルイミドとし、続く加水分解などで一級アミンを得る、ガブリエル合成が行われる。またハロゲン化アルキルとアジ化ナトリウムなどを反応させてアルキルアジドとし、これを還元（後述）する方法も有用である。
アリール基（芳香族基）をアミン上に導入する置換反応は、その芳香環上の適当な位置に電子求引基があるハロゲン化アリールの場合は SNAr 機構により進むことがある。活性の低いハロゲン化アリールでも、ウルマン反応やブッフバルト・ハートウィッグ反応といった、銅やパラジウム化合物を媒介とする反応によりアリールアミンへと変換できる。

### 還元反応
アミンはまた、ニトロ基、アジド、アミド、イミン、オキシム、ニトリル、アゾ化合物などの還元によっても得ることができる。水素化アルミニウムリチウム(LAH)、パラジウム触媒－水素系などが用いられる。
還元的アミノ化などの手法によれば、アルデヒドやケトンから、イミンを経由してワンポットでアミンを得ることができる。酸性条件下、シアノ水素化ホウ素ナトリウム(NaBH3CN)やピリジン－ボラン錯体などを用いて還元を行うのが普通である。この形式の人名反応としてロイカート反応、エシュバイラー・クラーク反応の例がある。

### 加水分解
アミンは、アミド、イミン、イソシアネートなどを加水分解すると、対応するアミンが得られる。イソシアネートはホフマン転位、クルチウス転位などの生成物であるため、それらの反応を含水系で行った場合は生成物としてアミンが得られることになる。

### 人名反応
アミンを生成物とする人名反応としては、上記に挙げたもののほか、ロッセン転位、シュミット転位、ゾムレー・ハウザー転位、スチーブンス転位、バンバーガー転位などの転位反応や、マンニッヒ反応、ストレッカー反応、チチバビン反応などの求核的反応が挙げられる。

## 反応
第一級および第二級アミンはカルボン酸ハロゲン化物やカルボン酸無水物と縮合してアミドを作る。また、DCCなどの適切な脱水剤や脱水反応により、カルボン酸と反応させてアミドとすることができる。
第一級アミンはアルデヒドやケトンと縮合するとイミンに変わる。第二級アミンは同様にイミニウムカチオンを与える。
第二級、第三級アミンは酸化銀などの存在下でホフマン脱離を起こし、一級下位のアミンとアルケンとなる。この反応ではホフマン則という位置選択則が働く。
アミンは酸化によってヒドロキシルアミン、オキシム、ニトロソ化合物、ニトロ化合物となる。
第一級アミンに亜硝酸あるいは亜硝酸エステルを作用させるとジアゾニウムイオンとなる。これはザンドマイヤー反応やシーマン反応など、求核置換反応の基質となる。
アミンを用いる人名反応としては、これまでにすでに述べたものや合成法として述べたもののほか、ウギ反応、ストークエナミン合成などが知られる。

### 微生物による産生
食品腐敗の際に微生物によってもアミノ酸から産生される。例えば、アミノ酸の脱炭酸反応によるものとして、
{\displaystyle {\ce {->[CO2\uparrow ][Bacteria]}}}
- グリシン{\displaystyle {\ce {->}}}メチルアミン
- ヒスチジン{\displaystyle {\ce {->}}}ヒスタミン
- チロシン{\displaystyle {\ce {->}}}チラミン
- オルニチン{\displaystyle {\ce {->}}}プトレシン
- トリプトファン{\displaystyle {\ce {->}}}トリプタミン
- リジン{\displaystyle {\ce {->}}}カダベリン

## 主な化合物

### 脂肪族アミン
- メチルアミン
- ジメチルアミン
- トリメチルアミン
- エチルアミン
- ジエチルアミン
- トリエチルアミン
- エチレンジアミン
- トリエタノールアミン
- N,N-ジイソプロピルエチルアミン (Hunig's base)
- テトラメチルエチレンジアミン (TMEDA)
- ヘキサメチレンジアミン
- スペルミジン
- スペルミン
- アマンタジン

### 芳香族アミン
- アニリン
- カテコールアミン
- トルイジン
- フェネチルアミン
- ベンジジン（ベンチジン）
- 1,8-ビス(ジメチルアミノ)ナフタレン（プロトンスポンジ）

### 複素環式アミン
- ピロリジン
- ピペリジン
- ピペラジン
- モルホリン
- キヌクリジン
- 1,4-ジアザビシクロ[2.2.2]オクタン (DABCO)
- ピロール
- ピラゾール
- イミダゾール
- ピリジン
- ピリダジン
- ピリミジン
- ピラジン
- オキサゾール
- チアゾール
- 4-ジメチルアミノピリジン

### アミン誘導体
- エーテルアミン
- アミノ酸